# Fils (rivier)
De Fils is een 63 km lange, rechter- en oostelijke zijrivier van de Neckar in Baden-Württemberg (Duitsland). Het dal van de bovenloop wordt lokaal Täle genoemd, wat tot uiting komt in enkele plaatsnamen in het dal. Langs de midden- en benedenloop, tussen Geislingen en Plochingen, is het Filstal een bijna continu bevolkte en grotendeels geïndustrialiseerde vallei.

### Verloop

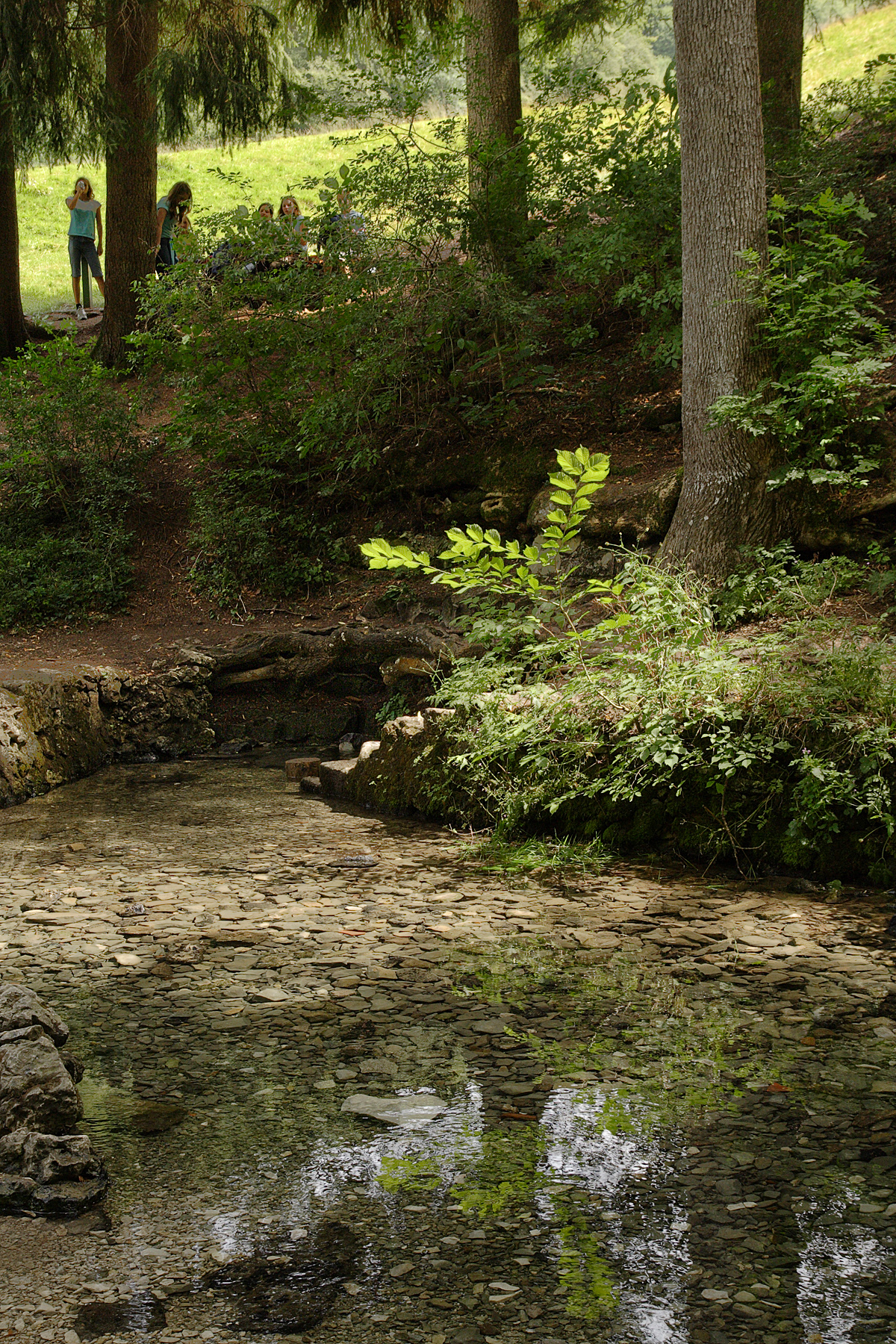
De bron van de Fils in het Hasental

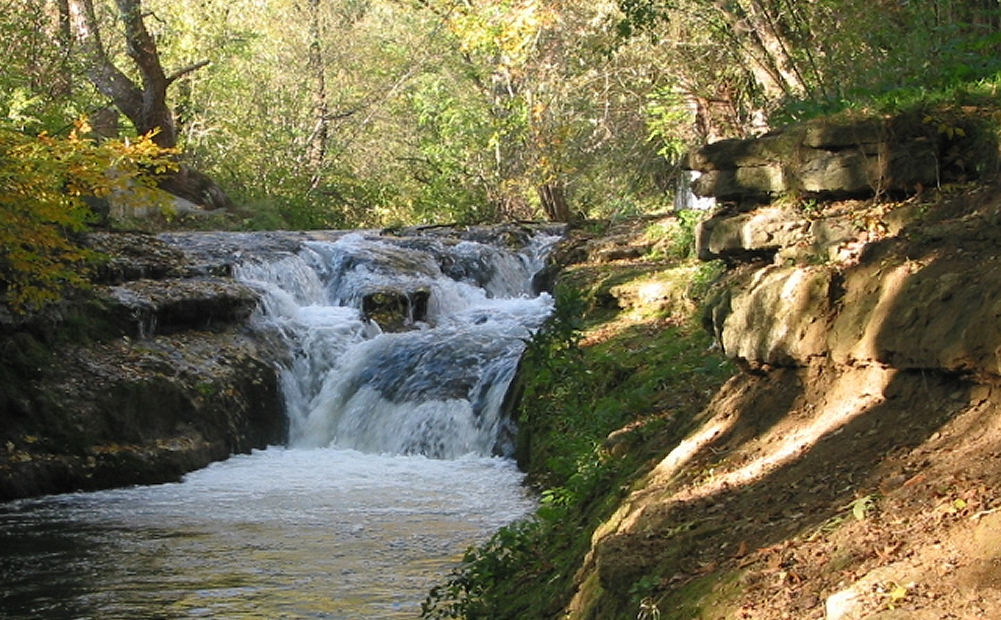
De Fils-waterval in Geislingen an der Steige